# Селюцкий, Геннадий Наумович
Генна́дий Нау́мович Селю́цкий (23 декабря 1937, Петрозаводск — 29 октября 2020, Санкт-Петербург) — солист балета Кировского театра, балетный педагог, профессор. Лауреат Международного конкурса артистов балета в Вене (1959). Заслуженный деятель искусств Российской Федерации (2000).

## Биография
В 1956 году окончил Ленинградское хореографическое училище (в настоящее время — Академия русского балета имени А. Я. Вагановой) по классу Феи Ивановны Балабиной.
В 1956—1990 годах — солист балета Ленинградского государственного академического театра оперы и балета имени С. М. Кирова (в настоящее время — Мариинский театр). Начинал как классический танцовщик лирико-драматического плана, со временем перешёл на мимические, игровые роли.
С 1963 года занимался преподавательской деятельностью. Профессор классического танца Академии русского балета им. А. Я. Вагановой и балетмейстер-репетитор Мариинского театра.
Участвовал в съёмках фильмов-балетов «Баядерка», «Раймонда», «Жизель», «Спящая красавица», «Хореографические миниатюры».

## Творчество

### Артист
Первый исполнитель партий: Ма Личен («Красный цветок» (балетмейстер А. Л. Андреев, 1958); Конькобежец (миниатюра «Конькобежцы» в «Хореографических миниатюрах» (1958), «Вальсы Равеля» (2-й и 7-й вальсы) и «Новеллы любви» (1963) (все — балетмейстер Л. В. Якобсон); Тореро в «Испанских миниатюрах» (балетмейстер Х. В. Гомес де Фонсеа, 1967); Николай I («Левша») и номер «Вальс-фантазия» на музыку М. И. Глинки (балетмейстер Ю. Н. Григорович). Принимал участие в концертах «Камерного балета» под руководством Г. Алексидзе. Выступал в спектаклях хореографов: К. Сергеева, В. Чабукиани, Р. Пети.
На сцене Мариинского театра Геннадий Селюцкий исполнил более двух десятков балетных партий. Репертуар артиста неординарен: Зигфрид и Ротбарт («Лебединое озеро»), Дезире и Каталабют («Спящая красавица»), Вацлав и Гирей («Бахчисарайский фонтан»), Парис, Тибальд, Трубадур («Ромео и Джульетта»), Великий брамин («Баядерка»), Абдерахман («Раймонда»), Визирь («Легенда о любви»), Ганс («Жизель»), Красс, Вольноотпущенник Красса («Спартак»), Бирбанто («Корсар»), Мако («Тропою грома»), Человек в чёрном («Берег надежды»), Командор («Лауренсия»), Маркиз («Пламя Парижа»), Клавдий («Гамлет»), Флорестан («Карнавал»), Вакх («Вальпургиева ночь» из оперы «Фауст»), Арап Петра I («Медный всадник»), Доктор-скупщик («Жемчужина»), Сандро («Родные поля»), Антонио («В порт вошла „Россия“»), Баян («Клоп»), «Хореографические миниатюры» («Мечта», «Птица и охотник», «Слепая»). Роли не просто разного плана — они контрастны по амплуа. Обстоятельства жизни Селюцкого сложились так, что на смену лирическим героям пришли острохарактерные. Его Великий брамин в «Баядерке», Абдерахман в «Раймонде», Гирей в «Бахчисарайском фонтане», Визирь в «Легенде о любви», Ганс в «Жизели» не просто незабываемы: по ролям Селюцкого до сих пор учатся и сверяют свои роли молодые исполнители.

В Кировском театре шла «Легенда о любви». Внутри великолепного ансамбля главных героев нельзя было оторвать глаз от исполнителя партии Визиря. Каждая поза буквально чеканилась в экспрессивных формах танца, выдавая бешеный внутренний напор придворного сатрапа с непроницаемым лицом. Но особенно выделялись руки, звучащие с силой и страстью человеческого голоса. Такой выразительной жестикуляции, такой способности руками чувствовать, мыслить, говорить могли бы позавидовать актёры драматические. …Целых три десятилетия, до 1990-го, Селюцкий царил на «игровом» балетном поле, выступая в пантомимных ролях Ротбарда, Ганса, Абдерахмана, Гирея, Великого брамина. Он принял «скипетр» из рук знаменитого их исполнителя, наставника нескольких поколений танцовщиков в актёрском мастерстве М. М. Михайлова, и теперь уже сам отвечал за вековые традиции балетной пантомимы, непрерывность их жизни в нашем времени — ведь на мастерстве Селюцкого учились нынешние Великие брамины, Абдерахманы и Гиреи. Кстати, именно образы восточных персонажей, людей другого мира, другой цивилизации, были подлинным «коньком» артиста. Не последнюю роль в том играло его загадочное, с азиатской примесью лицо. Взглянешь — и сразу всплывает блоковское: «Да, скифы — мы! Да, азиаты — мы». Крупное, словно литое — и впрямь, как по Блоку, со своеобразными «раскосыми очами» — оно поражало сходством с ликами буддистских статуй и придавало фигурам балетного Востока необычайную колоритность и значительность. Прибавьте сюда властный широченный жест с живописной игрой кистей, твёрдую, как воля, поступь, мужскую мощь посылов. А за столь эффектной пластической «ширмой» у Селюцкого развёртывались — вполне в традициях русской психологической игры — мучительные душевные драмы обречённых на безответную любовь героев. — Н. Н. Зозулина, Призвание Учителя // Вестник АРБ. — 2008. — № 1.

### Ассистент хореографа
В качестве ассистента хореографа работал с М. Бежаром, П. Лакоттом, Р. Пети, Дж. Роббинсом.

### Педагог
С 1963 года — преподаватель, а с 2002 года по 2012 год — профессор классического танца Академии русского балета им. А. Я. Вагановой, с 1991 года — балетмейстер-репетитор Мариинского театра.

«Не знаю, с чем можно сравнить воспитание танцовщика. Может быть, с огранкой бриллианта. Это действительно ювелирная работа. От кончиков волос до кончиков пальцев, всё должно быть подчинено музыке, смыслу, технике. Всё вместе собрать удаётся очень редко», — так Селюцкий объяснял суть профессии в снятом о нём фильме.— Н. Н. Зозулина Н. Н. Призвание Учителя // Вестник АРБ. — 2008. — № 1.
Среди его учеников — Фарух Рузиматов, Реджеп Абдыев, Валентин Елизарьев, Сергей Козадаев, Василий Медведев, Сталмурбек Станов, Игорь Петров, Вячеслав Самодуров, Дмитрий Пыхачов, Александр Сергеев, Кирилл Мельников, Денис Фирсов, Денис Толмачев, Сергей Попов, Александр Сергеев, Андрей Касьяненко, Алексей Тимофеев, Илья Петров, Эрнест Латыпов, Эмиль Фаски, а также учащиеся венгерской группы Дьёрдь Сакай, Ене Лечен, учащиеся болгарской группы Бисер Тодоров, Александр Александров, Румен Рашев, Ален Ботаини (Германия), Есио Хомура (Япония). В разные годы в театре под его руководством готовили партии Фарух Рузиматов, Константин Заклинский, Махар Вазиев, Игорь Зеленский, Александр Курков, Виктор Баранов, Андрис Лиепа, Юлия Махалина, Леонид Сарафанов, Игорь Петров, Дмитрий Корнеев, Андрей Яковлев (1-й), Андрей Яковлев (2-й). В Мариинском театре под его руководством готовили партии Игорь Колб, Данила Корсунцев, Евгений Иванченко, Андрей Ермаков, Алексей Попов, Эрнест Латыпов.

## Семья
Был женат на Татьяне Бонковски, сын — Патрик Бонковски.

## Звания и награды
- 1959 — лауреат Международного конкурса артистов балета в Вене
- 1973 — заслуженный деятель искусств Таджикской ССР
- 2000 — заслуженный деятель искусств Российской Федерации
- 2002 — премия «Балтика» в номинации «За рыцарское служение искусству»
- 2005 — премия журнала «Балет» в номинации «Рыцарь танца»
- 2008 — медаль ордена «За заслуги перед Отечеством» I степени[6]

## Видеография
- 1960 — телефильм-концерт «Хореографические миниатюры» — Конькобежец
- 1964 — «Спящая красавица» П. И. Чайковского — Жених
- 1979 — «Баядерка» Л. Минкуса, хореография М. Петипа в редакции В. Чабукиани, спектакль ЛГАТОБ им. С. М. Кирова, дирижёр В. Широков — Великий брамин (Никия — Габриэла Комлева, Солор — Реджеп Абдыев, Гамзатти — Татьяна Терехова)
- 1980 — «Раймонда» А. К. Глазунова, спектакль ЛГАТОБ им. С. М. Кирова, дирижёр В. Широков — Абдерахман (Раймонда — Ирина Колпакова, Жан де Бриен — Сергей Бережной)
- 1983 — «Жизель» А. Адана, хореография Ж. Коралли, Ж. Перро, М. Петипа в редакции О. Виноградова, спектакль ЛАТОБ имени С. М. Кирова, дирижёр Виктор Федотов — Ганс (Жизель — Галина Мезенцева, Граф Альберт — Константин Заклинский, Мирта — Татьяна Терехова)

## Память
В Пушкиногорье традиционно проводятся балетные вечера и фотовыставки в память об артисте и балетном педагоге, жившим и похороненном здесь.